# Tribunal judiciaire de Paris
Le tribunal judiciaire de Paris (TJ de Paris) est la juridiction ayant le plus grand nombre d’affaires traitées de France. Le tribunal judiciaire de Paris résulte de la fusion en 2020 du tribunal de grande instance (TGI) et du tribunal d'instance (TI, qui lui-même a été créé au 14 mai 2018 par la fusion des vingt tribunaux d’instance d’arrondissement). En plus de ses compétences de droit commun, il a des compétences spécialisées dans certains domaines. Il siège depuis 2018 au tribunal de Paris, à la Cité judiciaire de Paris, dans le 17e arrondissement de Paris.

## Compétences
La compétence du tribunal judiciaire de Paris est nationale en matière de :
- crimes contre l’humanité et crimes de guerre[3],
- crimes et délits commis hors du territoire par les membres des forces armées françaises ou à l’encontre de celles-ci en temps de paix[4] (depuis la suppression du tribunal aux armées de Paris en 2012),
- corruption et fraude fiscale[5],
- terrorisme[6].

Il exerce une compétence concurrente sur l’ensemble du territoire national pour 
- le crime organisé (juridiction nationale chargée de la lutte contre la criminalité organisée)[7],
- le cybercrime[8],
- la cyberhaine[9].

Sa compétence est interrégionale, notamment en matière de :
- affaires économiques et financières complexes (une des huit juridictions interrégionales spécialisées de France)[10],[11],
- affaires sanitaires (une des deux juridictions spécialisées avec celle rattachée au TGI de Marseille)[12],[13],
- accidents collectifs (une des deux juridictions spécialisées avec celle rattachée au TGI de Marseille)[14],[15],
- crimes et délits commis en France par les membres des forces armées françaises (une des neuf juridictions spécialisées)[16],[17]

Pour les autres affaires, la juridiction s’étend uniquement sur l’ensemble de la capitale.
Le tribunal judiciaire de Paris est situé dans le ressort de la cour d'appel de Paris.

## Organisation
Après la création du pôle de l'urgence civile, les pôles de l'urgence pénale, économique et commerciale, ainsi que sociale ont été créés en 2016 avec le l'installation au Tribunal de Paris.
En 2018, le tribunal de grande instance de Paris est organisé selon la hiérarchie suivante,,,, :  

### Siège civil (ex TGI)
- 1re chambre
  - Responsabilité de l'État et des professionnels du droit (1re section)
  - Contestations relatives à la nationalité ou au droit social, audiences de prestation de serment (2e section A et B)
  - Actions de groupe et procédures collectives, (3e et 7e sections)
  - Affaires économiques et commerciales (3e section)
  - Pôle social : conflits collectifs du travail et inspection du travail, contentieux général de la sécurité sociale, contentieux technique de la sécurité sociale (4e section)
  - Pôle famille : section affaires familiales et tutelles de mineurs et section chambre du conseil et état des personnes (5e section)
- 2e chambre : contentieux sur l'immobilier et les successions
- 3e chambre : Propriété intellectuelle
- 4e et 5e chambres : contrats et obligations, assurances
- 6e et 7e chambres : construction
- 8e chambre : droit de la copropriété
- 9e chambre : droit bancaire
- 18e chambre : propriété commerciale
- 22e chambre : expropriations
- 27e chambre : pensions
- Pôle de l'urgence civile : référés et requêtes
- Pôle économique et commercial : 3e section de la 1re chambre et les 3e et 18e chambres
- Commission d'indemnisation des victimes d'infraction (CIVI)
- Service des juges de l'exécution
- Service du contrôle des expertises
- Service des administrateurs judiciaires et des séquestres
- Service de contrôle des registres du commerce et des sociétés
- Service des médiations
- Service des taxes et recouvrements des frais et dépens
- Services des commissions rogatoires internationales
- Pôle famille hors 5e section de la 1re chambre : 
  - Section 1 : état des personnes et affaires relevant de la chambre du conseil
  - Section 2 : affaires familiales et tutelles de mineurs

### Service pénal: 14 chambres correctionnelles et 2 chambres du tribunal de police
- 10e chambre : service général et particulièrement homicides involontaires, violences, corruption et trafic d'influence, faux, escroquerie, abus de confiance, infractions militaires
- 11e et 32e chambres : délits économiques et financiers
- 12e et 13e chambre : Délinquance astucieuse dont faux, escroquerie, abus de confiance, banqueroute, fraude aux moyens de paiement, détournement de fonds, détournement d'objets
- 14e chambre : Service général et particulièrement délinquance en bande organisée et JIRS hors terrorisme, trafic de stupéfiants, proxénétisme
- 15e chambre : affaires impliquant des victimes mineures
- 16e chambre : affaires des Juridictions Inter Régionales Spécialisées (JIRS) pour le terrorisme et délits de guerre
- 17e chambre : Presse et Internet
- 19e chambre : accidents de la circulation
- 23e chambre : comparutions immédiates
- 24e chambre : 
  - Section 1 : renvois de comparutions immédiates et convocations par procès-verbal
  - section 2A : affaires en convocation par OPJ et recours contre les ordonnances pénales
  - section 2B : CRPC, renvois de comparutions immédiates, renfort de la 23e chambre
- 25e chambre : Tribunal pour Enfants
- 26e chambre: Droit pénal de la famille (non représentation d'enfants, abandon de famille, maltraitance)
- 28e, 29e et 30e chambres : délits routiers
- 31e chambre : consommation, travail et santé publique
- 33e chambre : JIRS (terrorisme et autres affaires de délinquance organisée)
- Service des juges d'instruction organisé en pôles : 
  - Service Général
  - Mineurs
  - JIRS criminalité organisée
  - Antiterroriste
  - Economique et Financier
  - Délinquance Astucieuse
  - Santé publique et accidents collectifs
  - Crimes de guerre et crimes contre l'humanité
  - Affaires militaires
  - Service du contrôle judiciaire
- Service des juges des libertés et de la détention
- Service des juges de l'Application des Peines
  - Service Général
  - Peines pour terrorisme

- Tribunal de Police :
  - 1re chambre
  - 2e chambre

### Parquets

#### Parquet de Paris
En 2020, le parquet compte 120 magistrats et est organisé de la manière suivante, :
- 1re division : action publique générale de Paris
  - section P12 : traitement en temps réel
  - section P4 : mineurs auteurs ou victimes
  - section P20 : action publique territoriale
  - Pôle des procédures alternatives

- 2e division : action publique spécialisée de Paris
  - Section F2 : affaires économiques, financières et commerciales
  - Section F3 : Délinquance organisée et stupéfiants

- 3e division :  JIRS JUNALCO
  - Section J1 : JIRS Criminalité organisée
  - Section J2 : JIRS Criminalité financière
  - Section J3 : Cybercriminalité

- 4e division : pôles spécialisés 
  - Section S1 : Pôle santé publique
  - Section S2 : Pôle social, consommation et environnement
  - Section S3 : Pôle accidents collectifs

- 5e division : Protection des libertés, affaires civiles et militaires
  - Section AC1 : Affaires civiles et professions juridiques
  - Section AC2 : Presse et libertés publiques
    - Pôle national de lutte contre la haine en ligne[27]

  - Section AC3 : Affaires militaires

- 6e division : Jugement et exécution des peines
  - Section A1 : bureau d'ordre et audiencement
  - Section A2 :  exécution des peines et entraide pénale internationale

#### Parquet national financier
Le parquet national financier est composé de dix-huit magistrats.

#### Parquet national antiterroriste
Le parquet national antiterroriste est composé de vingt-huit magistrats.

## Localisation

### Île de la cité, jusqu'en 2018
Le tribunal de grande instance de Paris siégeait historiquement au palais de justice de Paris, sur l’île de la Cité dans le 1er arrondissement avec la cour d’assises, la cour d'appel de Paris et la Cour de cassation. Le palais est contigu au 36, quai des Orfèvres, qui abritait alors la Direction régionale de la police judiciaire de Paris et est voisin du tribunal de commerce, de la préfecture de police et de la maison du Barreau. Il occupait 41 600 m2 de locaux dans le Palais, soit 48,5 % de sa surface totale. De plus, le tribunal de grande instance occupait 27 693 m2 dans six annexes, dont celles au 11 rue de Cambrai (tribunal des pensions et le service des expropriations) et au 5-7 rue des Italiens (pôle économique et financier et pôle de santé publique).

Les sites du TGI avant 2018
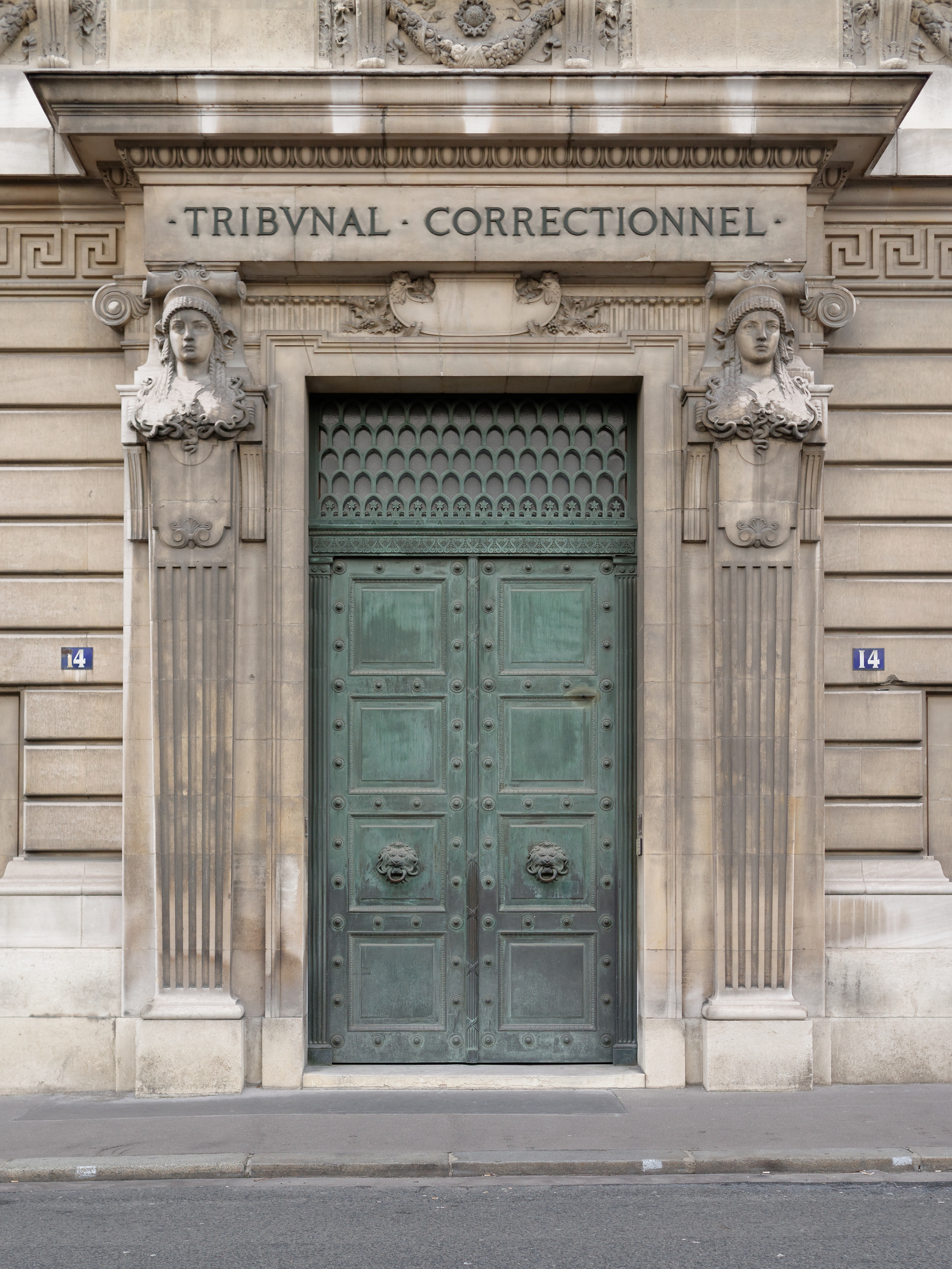
Entrée du tribunal correctionnel au 14 quai des Orfèvres (photo prise en 2006).
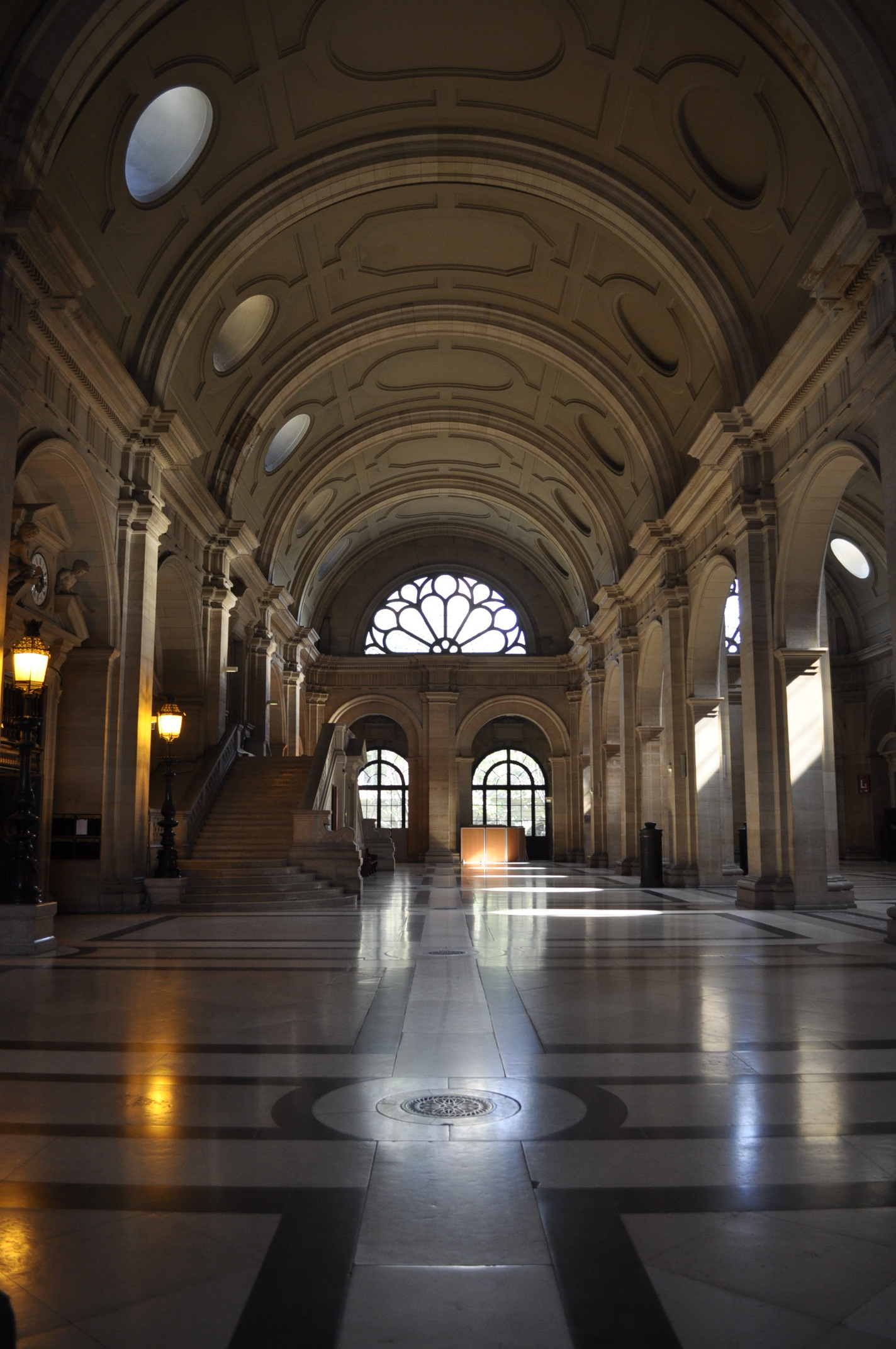
Salle des Pas-perdus (photo prise en 2015).
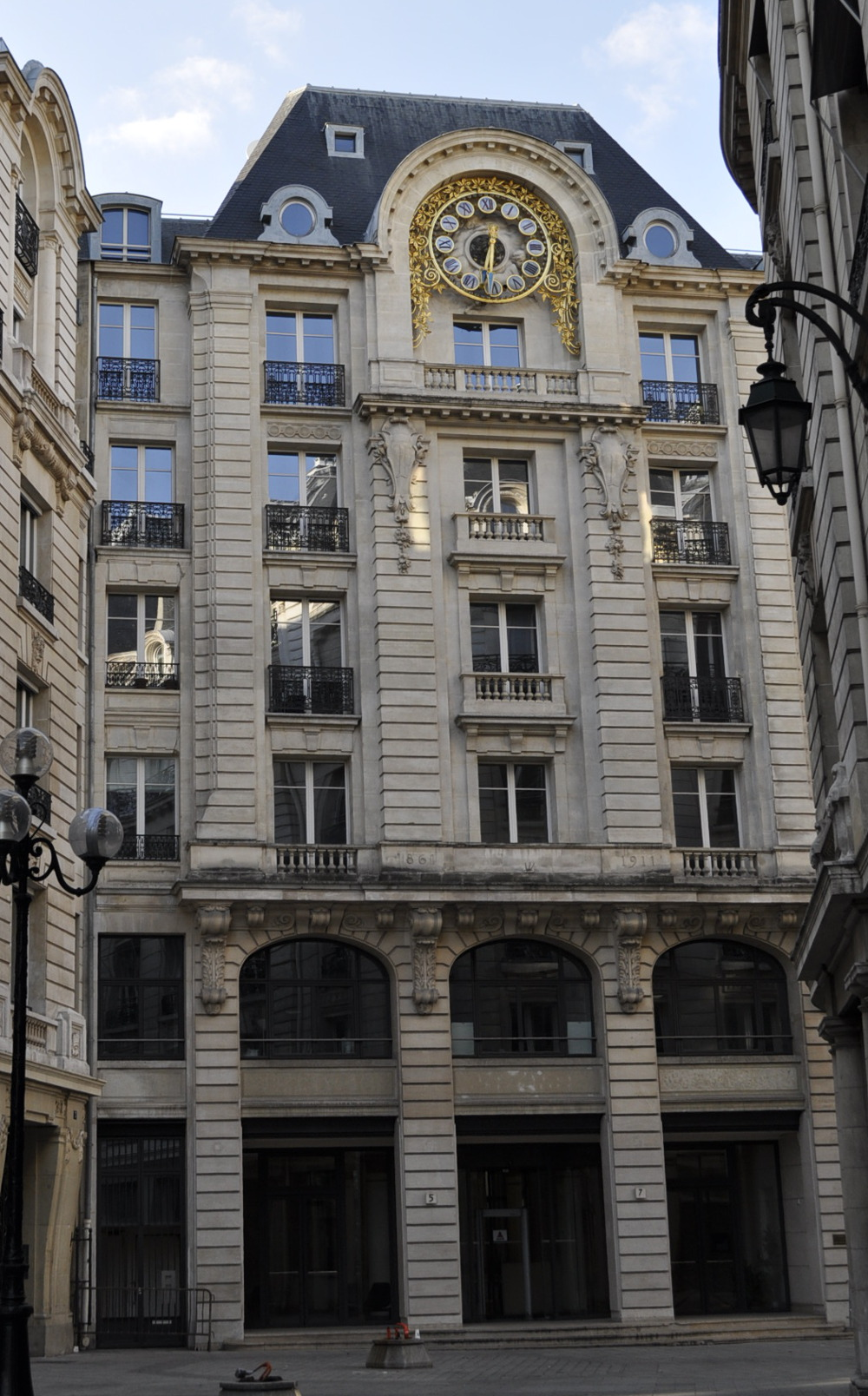
Pôle économique et financier et pôle de santé publique au 5-7 rue des Italiens à Paris (photo prise en 2015).
Le tribunal de police au 11 rue de Cambrai (photo prise en 2015).

### Tribunal de Paris, depuis 2018
Le tribunal judiciaire de Paris siège depuis 2018 au tribunal de Paris dans le quartier des Batignolles, situé dans le 17e arrondissement de Paris avec le tribunal de police de Paris, le tribunal d'instance de Paris (TIP) qui remplace les vingt tribunaux d'arrondissement, le tribunal des affaires de sécurité sociale, le tribunal des pensions. Il est voisin de la direction régionale de la police judiciaire de Paris, installée au 36, rue du Bastion.
Le déménagement du TGI est envisagé en 1997,. Le lieu d'implantation est l'objet de tergiversations : le 13e arrondissement est souhaité en 2005 par le Gouvernement mais rejeté par la mairie de Paris ; le 17e arrondissement est reproposé par Nicolas Sarkozy en 2009 ; dans un premier temps il n'est pas retenu par le gouvernement de François Hollande en 2012 ; il est finalement accepté en janvier 2013. Les travaux commencent quelques mois plus tard, s'interrompent, et reprennent en 2014. Les premières audiences se tiennent le 16 avril 2018.

Tribunal de Paris.
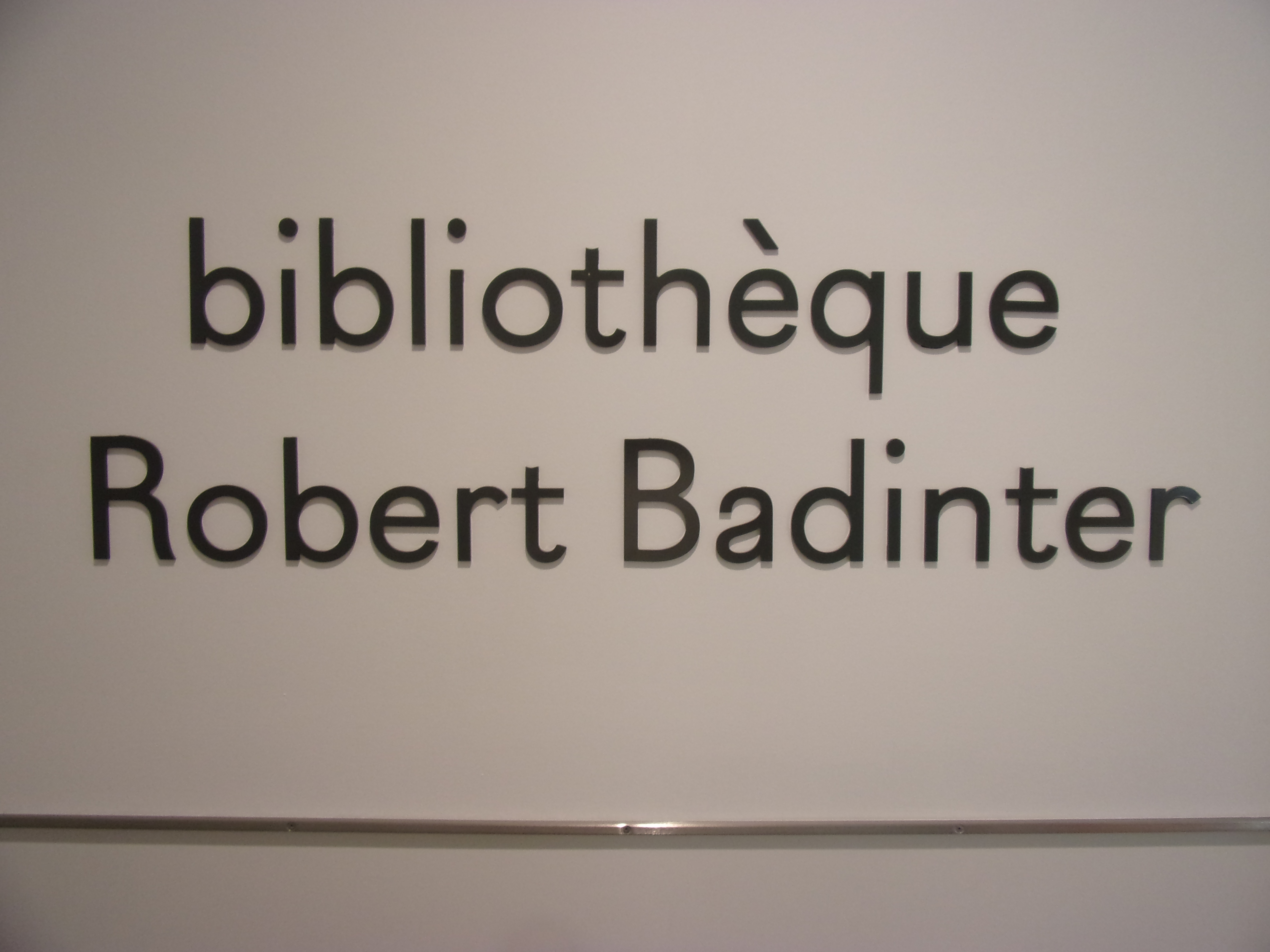
Panneau de présentation de la bibliothèque « Robert Badinter », au 30e étage.
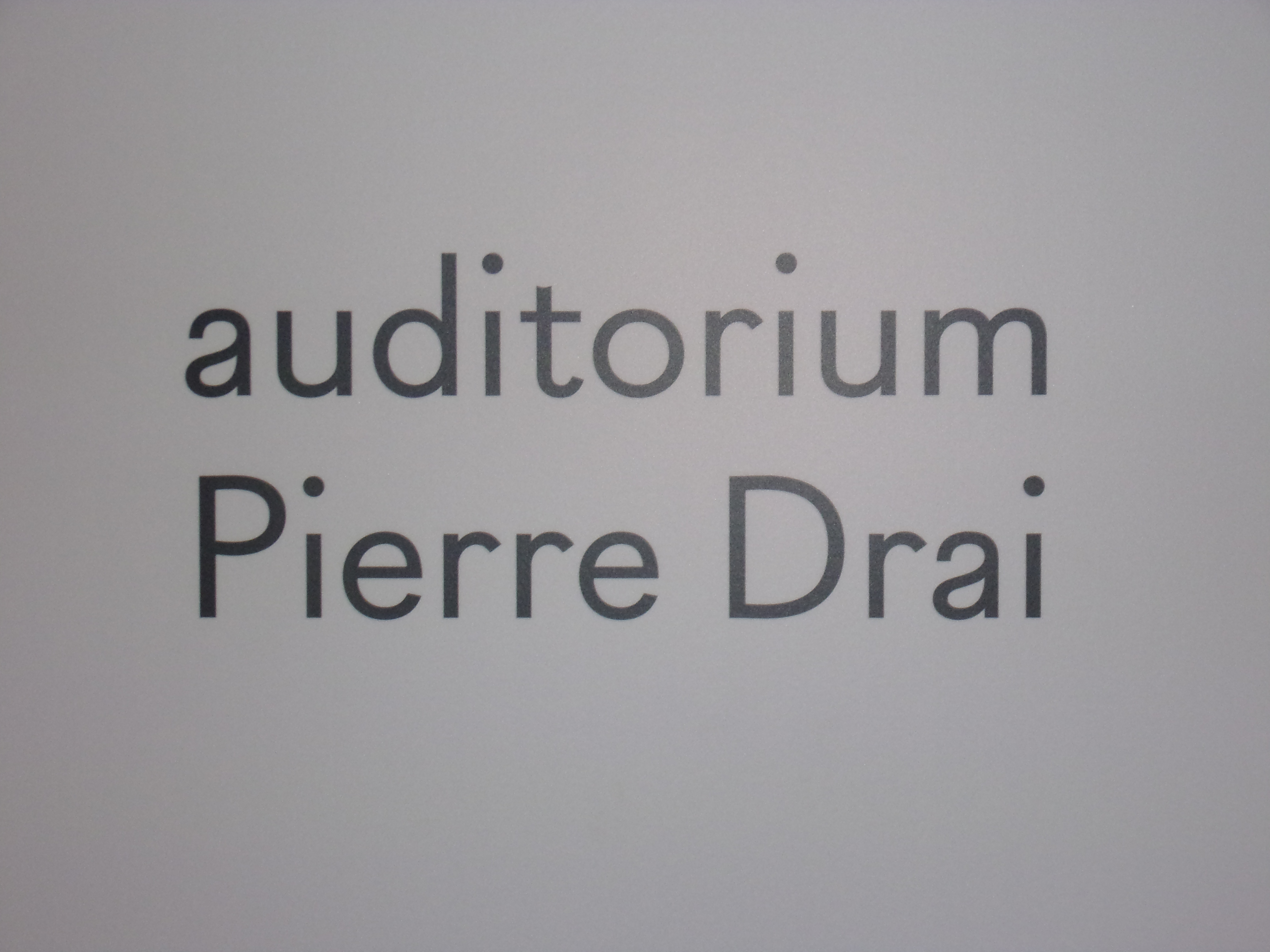
Plaque de présentation de l'auditorium du Tribunal de Paris.

## Magistrats

### Présidents
| Identité             | Période          | Période          |
| Identité             | Début            | Fin              |
| -------------------- | ---------------- | ---------------- |
| Jean-Claude Magendie | 8 mars 2000      | 3 mai 2007       |
| Jacques Degrandi     | 4 mai 2007       | 8 avril 2010     |
| Chantal Arens        | 9 avril 2010     | 30 juillet 2014  |
| Jean-Michel Hayat    | 30 juillet 2014  | 10 octobre 2019  |
| Stéphane Noël        | 13 novembre 2019 | 31 décembre 2019 |

| Identité      | Période          | Période |
| Identité      | Début            | Fin     |
| ------------- | ---------------- | ------- |
| Stéphane Noël | 1er janvier 2020 |         |

### Procureurs
Trois procureurs sont près ce tribunal :
- Laure Beccuau, procureur de la République de Paris à compter du 8 septembre 2021[38],
- Jean-François Bohnert, procureur de la République financier à compter du 7 octobre 2019[39],
- Olivier Christen, procureur de la République antiterroriste à compter du 22 avril 2024[40].

## Logo

Logo en 2014